# Таскаєво (Барабінський район)
Таскаєво (рос. Таскаево) — село у Барабінському районі Новосибірської області Російської Федерації.
Входить до складу муніципального утворення Таскаєвська сільрада. Населення становить 875 осіб (2010).

## Історія
Згідно із законом від 2 червня 2004 року органом місцевого самоврядування є Таскаєвська сільрада.

## Населення
| 1926 | 2002  | 2007  | 2010 |
| ---- | ----- | ----- | ---- |
| 2465 | ↘1024 | ↘1023 | ↘875 |